# Chrząszcze drapieżne Polski
Chrząszcze drapieżne Polski – ogół taksonów chrząszczy (Coleoptera) z podrzędu chrząszczy drapieżnych (Adephaga), których występowanie stwierdzono na terenie Polski i tym samym należących do koleopterofauny tego kraju.

## Geadephaga

### Biegaczowate(Carabidae)
W Polsce stwierdzono występowanie 532 gatunków, co czyni je czwartą największą rodziną wśród polskich chrząszczy i najliczniej reprezentowaną w swoim podrzędzie:

#### Biegacze(Carabinae)
- Calosoma auropunctatum – tęcznik złocisty, tęcznik dołkowaty, liszkarz dołkowaty
- Calosoma inquisitor – tęcznik mniejszy, liszkarz mniejszy
- Calosoma investigator – tęcznik ziarenkowaty, liszkarz ziarenkowaty
- Calosoma reticulatum – tęcznik marszczony, liszkarz marszczony
- Calosoma sycophanta – tęcznik liszkarz, liszkarz tęcznik
- Carabus arcensis – biegacz górski
  - Carabus arcensis arcensis
  - Carabus arcensis eremita
- Carabus auratus – biegacz złocisty
- Carabus auronitens – biegacz zielonozłoty
  - Carabus auronitens auronitens
  - Carabus auronitens escheri
- Carabus besseri – biegacz Bessera
- Carabus cancellatus – biegacz wręgaty
- Carabus clathratus – biegacz bagienny
- Carabus convexus – biegacz zwężony
- Carabus coriaceus – biegacz skórzasty
  - Carabus coriaceus coriaceus
  - Carabus coriaceus rufiger
- Carabus excellens – biegacz wspaniały
- Carabus fabricii – biegacz Fabriciego
- Carabus glabratus – biegacz gładki
- Carabus granulatus – biegacz granulowany
- Carabus hortensis – biegacz ogrodowy
- Carabus intricatus – biegacz pomarszczony
- Carabus irregularis – biegacz dołkowany
  - Carabus irregularis irregularis
  - Carabus irregularis montadoni
- Carabus linnaei – biegacz Linneusza
- Carabus marginalis – biegacz obrzeżony
- Carabus menetriesi – biegacz Menetriesego
- Carabus nemoralis – biegacz gajowy
- Carabus nitens – biegacz szykowny
- Carabus obsoletus – biegacz karpacki
- Carabus problematicus – biegacz problematyczny
  - Carabus problematicus harcyniae
- Carabus scabriusculus – biegacz stepowy
- Carabus scheidleri – biegacz Scheidlera
  - Carabus scheidleri scheidleri
  - Carabus scheidleri zawadzkii
- Carabus sylvestris – biegacz leśny
- Carabus ulrichii – biegacz Ulrichiego
- Carabus variolosus – biegacz gruzełkowaty
- Carabus violaceus – biegacz fioletowy
  - Carabus violaceus andrzejuscii
  - Carabus violaceus violaceus
- Cychrus attenuatus – stępień górski
- Cychrus caraboides – stępień ślimaczarz

#### Dzierowate(Harpalinae)
Najliczniej reprezentowana w Polsce podrodzina biegaczowatych. Wykazano ich 296 gatunków:

- Abax carinatus – bosak punktowany
- Abax ovalis – bosak baryłkowaty
- Abax parallelepipedus – bosak czarny
- Abax parallelus – bosak żeberkowany
- Abax schueppeli rendschmidtii – bosak władczy
- Acupalpus brunnipes
- Acupalpus dubius
- Acupalpus elegans
- Acupalpus exiguus
- Acupalpus flavicollis
- Acupalpus luteatus
- Acupalpus maculatus
- Acupalpus meridianus
- Acupalpus parvulus
- Acupalpus suturalis
- Agonum antennarium – skoropędek górski
- Agonum dolens
- Agonum duftschmidi
- Agonum emarginatum
- Agonum ericeti
- Agonum fuliginosum
- Agonum gracile
- Agonum gracilipes
- Agonum hypocrita
- Agonum impressum
- Agonum longicorne
- Agonum lugens
- Agonum marginatum – skoropędek obrzeżony
- Agonum micans
- Agonum monachum
- Agonum muelleri – skoropędek dwubarwny
- Agonum piceum
- Agonum scitulum
- Agonum sexpunctatum – skoropędek sześciokropek
- Agonum thoreyi
- Agonum versutum
- Agonum viduum – skoropędek smolarz
- Agonum viridicupreum
- Amara aenea – skorobieżek miedziak
- Amara anthobia – skorobieżek ziarniak
- Amara apricaria
- Amara aulica – skorobieżek zgrabnik
- Amara bifrons – skorobieżek brązowy
- Amara brunnea
- Amara chaudoiri incognita
- Amara communis – skorobieżek pospolity
- Amara concinna
- Amara consularis – skorobieżek okrajkowy
- Amara convexior – skorobieżek nakłuwany
- Amara convexiuscula
- Amara crenata
- Amara cursitans
- Amara curta
- Amara equestris
- Amara erratica
- Amara eurynota
- Amara famelica
- Amara familiaris – skorobieżek polny
- Amara fulva – skorobieżek żółcik
- Amara fulvipes
- Amara fusca
- Amara gebleri
- Amara infima
- Amara ingenua
- Amara littorea
- Amara lucida
- Amara lunicollis
- Amara majuscula
- Amara montivaga – skorobieżek malachitowy
- Amara municipalis
- Amara nigricornis – skorobieżek czarnorogi
- Amara nitida
- Amara ovata – skorobieżek zwyczajny
- Amara plebeja
- Amara praetermissa
- Amara pulpani
- Amara quenseli silvicola
- Amara saginata
- Amara schimperi
- Amara similata – skorobieżek podobny
- Amara spreta – skorobieżek wydmowy
- Amara strandi
- Amara strenua
- Amara tibialis
- Amara tricuspidata
- Anchomenus dorsalis – skoropędek zielonoplamy
- Anisodactylus binotatus – dzier truskawek
- Anisodactylus nemorivagus
- Anisodactylus poeciloides
- Anisodactylus signatus
- Anthracus consputus
- Anthracus longicornis
- Badister bullatus – dreptacz zmienny
- Badister collaris
- Badister dilatatus
- Badister dorsiger
- Badister lacertosus – dreptacz barwny
- Badister meridionalis
- Badister peltatus – dreptacz bagienny
- Badister sodalis
- Badister unipustulatus – dreptacz okazały
- Bradycellus caucasicus
- Bradycellus csikii
- Bradycellus harpalinus
- Bradycellus ruficollis
- Bradycellus verbasci
- Calathus ambiguus – pieszek polny
- Calathus cinctus – pieszek pospolity
- Calathus erratus – pieszek żółtonogi
- Calathus fuscipes – pieszek zbożowiec
- Calathus melanocephalus – pieszek czarnogłowy
- Calathus metallicus
- Calathus micropterus – pieszek obrzeżony
- Calathus mollis
- Calathus rotundicollis
- Callistus lunatus – widek podkamiennik
- Calodromus spilotus – dyrdoń sosnowy
- Chlaenius costulatus
- Chlaenius festivus
- Chlaenius kindermanni
- Chlaenius nigricornis – opończak ciemnorogi
- Chlaenius nitidulus – opończak przybrzeżny
- Chlaenius quadrisulcatus
- Chlaenius spoliatus
- Chlaenius sulcicollis
- Chlaenius tibialis – opończak ciemnonogi
- Chlaenius tristis – opończak czarny
- Chlaenius vestitus – opończak gruboplamy
- Cymindis angularis
- Cymindis axillaris
- Cymindis cingulata
- Cymindis humeralis
- Cymindis macularis
- Cymindis vaporariorum
- Demetrias atricapillus
- Demetrias imperialis
- Demetrias monostigma
- Diachromus germanus
- Dicheirotrichus gustavii
- Dicheirotrichus cognatus
- Dicheirotrichus placidus
- Dicheirotrichus rufithorax
- Dolichus halensis – zagłazek galant
- Dromius agilis – dyrdoń świerkowy
- Dromius angustus
- Dromius fenestratus
- Dromius kuntzei
- Dromius laeviceps
- Dromius quadraticollis
- Dromius quadrimaculatus – dyrdoń plamisty
- Dromius schneideri – dyrdoń nadrzewny
- Drypta dentata
- Harpalus affinis – dzier kruszcowy
- Harpalus anxius – dzier wydmowy
- Harpalus atratus – dzier zmiennobarwny
- Harpalus autumnalis – dzier malowany
- Harpalus calceatus
- Harpalus caspius
- Harpalus distinguendus – dzier różnobarwny
- Harpalus flavescens – dzier żółty
- Harpalus froelichii – dzier szorstkonogi
- Harpalus griseus – dzier szary
- Harpalus hirtipes
- Harpalus honestus – dzier malachitowy
- Harpalus laevipes
- Harpalus latus – dzier lśniący
- Harpalus luteicornis – dzier żółtorogi
- Harpalus melancholicus
- Harpalus modestus
- Harpalus neglectus
- Harpalus picipennis
- Harpalus progrediens
- Harpalus pumilus – dzier karzełkowaty
- Harpalus rubripes – dzier czerwononogi
- Harpalus rufipalpis
- Harpalus rufipes – dzier włochaty
- Harpalus serripes – dzier murawowy
- Harpalus servus
- Harpalus signaticornis – dzier piaskowy
- Harpalus smaragdinus – dzier szmaragdowy
- Harpalus solitaris
- Harpalus tardus – dzier ćmawy
- Harpalus tenebrosus – dzier ciepłolubny
- Harpalus xanthopus winkleri
- Harpalus zabroides
- Laemostenus terricola
- Lebia cruxminor – oleśnica krzyżaczka
- Lebia marginata
- Lebia chlorocephala – oleśnica zielonogłowa
- Lebia cyanocephala – oleśnica sinogłowa
- Licinus cassideus – dreptacz wciętoplecy
- Licinus depressus – dreptacz obrzeżony
- Licinus hoffmannseggii – dreptacz połyskliwy
- Licinus silphoides – dreptacz omarlicowaty
- Lionychus quadrillum
- Masoreus wetterhallii
- Microlestes maurus
- Microlestes minutulus
- Microlestes plagiatus
- Molops elatus – szykoń czarnonogi
- Molops piceus – szykoń madej
- Odacantha melanura
- Olisthopus rotundatus
- Olisthopus sturmii
- Oodes gracilis
- Oodes helopioides
- Ophonus ardosiacus
- Ophonus azureus – biegun szmaragdowy
- Ophonus brevicollis
- Ophonus cordatus
- Ophonus laticollis – biegun połyskliwy
- Ophonus melletii
- Ophonus puncticeps
- Ophonus puncticollis
- Ophonus rufibarbis
- Ophonus rupicola
- Ophonus sabulicola – biegun lazurowy
- Ophonus stictus
- Oxypselaphus obscurum
- Panagaeus bipustulatus – świętek plamkowany
- Panagaeus cruxmajor – świętek krzyżaczek
- Paradromius linearis – dyrdoń żółtonogi
- Paradromius longiceps – dyrdoń śmigły
- Paradromius ruficollis
- Paranchus albipes
- Parophonus maculicornis
- Pedius longicollis
- Perigona nigriceps – perygona czarnogłowa
- Philorhizus melanocephalus
- Philorhizus notatus
- Philorhizus quadrisignatus
- Philorhizus sigma
- Platyderus rufus
- Platynus assimilis – pospieszek serduszak
- Platynus krynickii
- Platynus livens – pospieszek olsowy
- Platynus longiventris
- Platynus mannerheimii
- Platynus scrobiculatus
- Poecilus cupreus – drogoń połyskliwy
- Poecilus kugelanni
- Poecilus lepidus – drogoń piaskowy
- Poecilus punctulatus
- Poecilus sericeus
- Poecilus striatopunctatus
- Poecilus versicolor – drogoń zmiennobarwny
- Polistichus connexus
- Pterostichus aethiops – szykoń drapieżny
- Pterostichus anthracinus
- Pterostichus aterrimus – szykoń bagiennik
- Pterostichus blandulus
- Pterostichus burmeisteri – szykoń metaliczny
- Pterostichus chameleon
- Pterostichus diligens
- Pterostichus foveolatus – szykoń górski
- Pterostichus gracilis
- Pterostichus illigeri sudeticus – szykoń alpejski
- Pterostichus jurinae – szykoń bieszczadzki
- Pterostichus macer
- Pterostichus madidus – szykoń smukły
- Pterostichus melanarius – szykoń ciemny
- Pterostichus melas – szykoń polowiec
- Pterostichus minor – szykoń średni
- Pterostichus morio
- Pterostichus negligens
- Pterostichus niger – szykoń czarny
- Pterostichus nigrita – szykoń przybrzeżny
- Pterostichus oblongopunctatus – szykoń leśny
- Pterostichus ovoideus – szykoń owalny
- Pterostichus pilosus – szykoń owłosiony
- Pterostichus pumilio – szykoń tatrzański
- Pterostichus quadrifoveolatus – szykoń dołkowany
- Pterostichus rhaeticus
- Pterostichus rufitarsis
  - Pterostichus rufitarsis cordatus
  - Pterostichus rufitarsis rufitarsis
- Pterostichus strenuus – szykoń łęgowiec
- Pterostichus taksonyis
- Pterostichus tatricus
- Pterostichus unctulatus – szykoń barczysty
- Pterostichus vernalis – szykoń moczarowy
- Sericoda bogemannii
- Sericoda quadripunctatum
- Sphodrus leucophthalmus
- Stenolophus discophorus – szastaj wschodni
- Stenolophus mixtus – szastaj gładysz
- Stenolophus skrimshiranus – szastaj żwawek
- Stenolophus teutonus – szastaj zbójnik
- Stomis pumicatus
- Syntomus foveatus
- Syntomus obscuroguttatus
- Syntomus pallipes
- Syntomus truncatellus
- Synuchus vivalis – wzdryg przebieżek
- Trichotichnus laevicollis
- Zabrus tenebrioides – łokaś garbatek
- Zabrus spinipes

#### Grzebielniki(Scaritinae)
- Clivina collaris – stromka brązowa
- Clivina fossor – stromka podłużna
- Dyschirius abditus
- Dyschirius aeneus
- Dyschirius agnatus
- Dyschirius angustatus
- Dyschirius arenosus
- Dyschirius bonellii
- Dyschirius chalceus
- Dyschirius digitatus
- Dyschirius globosus
- Dyschirius gracilis
- Dyschirius impunctipennis
- Dyschirius intermedius
- Dyschirius laeviusculus
- Dyschirius neresheimeri
- Dyschirius nitidus
- Dyschirius obscurus
- Dyschirius politus
- Dyschirius rufipes
- Dyschirius salinus
  - Dyschirius salinus salinus
  - Dyschirius salinus striatopunctatus
- Dyschirius strumosus
- Dyschirius tristis

#### Leszowe(Nebriinae)
- Leistus ferrugineus – rękatek żółty
- Leistus montanus
  - Leistus montanus corconticus
  - Leistus montanus pawlowskii
- Leistus piceus
- Leistus rufomarginatus – rękatek zwinny
- Leistus spinibarbis – rękatek klejnotnik
- Leistus terminatus – rękatek różnobarwny
- Nebria brevicollis – lesz truskawczak
- Nebria fuscipes
- Nebria jockischii hoepfneri – lesz podbarwiany
- Nebria livida
- Nebria picicornis
- Nebria rufescens – lesz podkamiennik
- Nebria tatrica
- Notiophilus aestuans – wyszczerek zwinny
- Notiophilus aquaticus
- Notiophilus biguttatus – wyszczerek żwawy
- Notiophilus germinyi
- Notiophilus laticollis
- Notiophilus palustris – wyszczerek lśniący
- Notiophilus rufipes

#### Owalniki(Omophroninae)
- Omophron limbatum – owalnik nadwodny

#### Pierzchotki(Elaphrinae)
- Blethisa multipunctata
- Elaphrus aureus – pierzchotek zielonostopy
- Elaphrus cupreus – pierzchotek pobrzeżnik
- Elaphrus riparius – pierzchotek przybrzeżny
- Elaphrus ullrichii – pierzchotek szmaragdowy
- Elaphrus uliginosus

#### Strzelowate(Brachininae)
- Brachinus crepitans – strzel łoskotnik
- Brachinus explodens – strzel bombardier

#### Szczeciorożkowate(Loricerinae)
- Loricera pilicornis – szczeciorożek ostrewnik

#### Trechinae
- Asaphidion austriacum
- Asaphidion caraboides
- Asaphidion flavipes
- Asaphidion pallipes
- Bembidion aeneum
- Bembidion argenteolum
- Bembidion articulatum
- Bembidion ascendens
- Bembidion assimile
- Bembidion atrocaeruleum
- Bembidion azurescens – niestrudek barzolek
- Bembidion biguttatum
- Bembidion bipunctatum
  - Bembidion bipunctatum bipunctatum
  - Bembidion bipunctatum nivale
- Bembidion bruxellense
- Bembidion clarkii
- Bembidion conforme
- Bembidion cruciatum
  - Bembidion cruciatum bualei
  - Bembidion cruciatum polonicum
- Bembidion decoratum
- Bembidion decorum
- Bembidion deletum
- Bembidion dentellum
- Bembidion doderoi
- Bembidion doris
- Bembidion ephippium
- Bembidion fasciolatum
- Bembidion femoratum
- Bembidion fluviatile
- Bembidion foraminosum
- Bembidion friebi
- Bembidion fulvipes
- Bembidion fumigatum
- Bembidion geniculatum
- Bembidion gilvipes
- Bembidion glaciale
- Bembidion guttula
- Bembidion humerale
- Bembidion illigeri
- Bembidion incognitum
- Bembidion lampros – niestrudek lśniący, niestrudek błyszczyk
- Bembidion laticolle
- Bembidion latiplaga
- Bembidion litorale
- Bembidion lunatum
- Bembidion lunulatum
- Bembidion mannerheimii
- Bembidion milleri carpathicum
- Bembidion millerianum
- Bembidion minimum
- Bembidion modestum
- Bembidion monticola
  - Bembidion monticola makolskii
  - Bembidion monticola monticola
- Bembidion nigricorne
- Bembidion normannum
- Bembidion obliquum
- Bembidion obtusum
- Bembidion octomaculatum
- Bembidion pallidipenne
- Bembidion prasinum
- Bembidion properans
- Bembidion punctulatum
- Bembidion pygmaeum
- Bembidion quadrimaculatum – niestrudek czteroplamiec
- Bembidion quadripustulatum
- Bembidion ruficolle – niestrudek wyzłotek
- Bembidion ruficorne
- Bembidion saxatile
- Bembidion scapulare lomnickii
- Bembidion schueppellii
- Bembidion semipunctatum – niestrudek nabłotek
- Bembidion splendidum
- Bembidion stephensii
- Bembidion stomoides
- Bembidion striatum
- Bembidion subcostatum javurkovae
- Bembidion tenellum
- Bembidion testaceum
- Bembidion tetracolum – niestrudek naglinek
  - Bembidion tetracolum tetracolum
  - Bembidion tetracolum uralense
- Bembidion tibiale
- Bembidion transparens
- Bembidion varicolor
- Bembidion varium – niestrudek plamiaczek
- Bembidion velox
- Blemus discus – zwinnik wstydliwy
- Deltomerus carpathicus
- Deltomerus tatricus
- Duvaliopsis pilosella
  - Duvaliopsis pilosella pilosella
  - Duvaliopsis pilosella poloninensis
  - Duvaliopsis pilosella stobieckii
- Duvalius microphthalmus
  - Duvalius microphthalmus microphthalmus
  - Duvalius microphthalmus spelaeus
  - Duvalius microphthalmus tatricus
- Duvalius subterraneus
- Ocys quinquestriatum
- Patrobus assimilis
- Patrobus atrorufus
- Patrobus quadricollis
- Patrobus septentrionis
- Patrobus styriacus
- Perileptus areolatus – zwinnik potokowy
- Pogonus luridipennis – zbłocik żółtozielony
- Pogonus transfuga
- Porotachys bisulcatus
- Tachys bistriatus
- Tachys micros
- Tachyta nana – szykończyk drobny
- Tachyura diabrachys
- Tachyura hoemorroidalis
- Tachyura parvula
- Tachyura quadrisignata
- Tachyura sexstriata
- Thalassophilus longicornis – łaszak długorogi
- Trechoblemus micros
- Trechus amplicollis
- Trechus austriacus
- Trechus latus
- Trechus montanellus
- Trechus obtusus – zwinnik ściółkowiec
- Trechus pilisensis – zwinnik buczynowiec
  - Trechus pilisensis pilisensis
  - Trechus pilisensis sudeticus
- Trechus pulchellus
- Trechus pulpani
- Trechus quadristriatus – zwinnik skrzydlasty
- Trechus rivularis
- Trechus rubens – zwinnik rudzielec
- Trechus secalis – zwinnik żółtawiec
- Trechus splendens
- Trechus striatulus

#### Trzyszczowate(Cicindelinae)
- Cicindela campestris – trzyszcz polny
- Cicindela hybrida – trzyszcz piaskowy
- Cicindela maritima – trzyszcz nadmorski
- Cicindela sylvicola – trzyszcz górski
- Cicindela sylvitaca – trzyszcz leśny
- Cylindera arenaria viennensis
- Cylindera germanica – trzyszcz mały

#### Żuchwienie(Broscinae)
- Broscus cephalotes – żuchwień głowacz
- Miscodera arctica

### Zagłębkowate(Rhysodidae)
W Polsce co najmniej jeden gatunek:
- Omoglymmius germari – prawdopodobnie błędnie wykazany w 1845, jednak możliwy do znalezienia na południu kraju[4]
- Rhysodes sulcatus – zagłębek bruzdkowany

## Hydradephaga

### Krętakowate(Gyrinidae)
W Polsce stwierdzono 13 gatunków:
- Aulonogyrus concinnus
- Gyrinus aeratus
- Gyrinus caspius
- Gyrinus colymbus
- Gyrinus distinctus
- Gyrinus marinus – krętak ciemnoboki
- Gyrinus minutus – krętak mały
- Gyrinus natator – krętak pospolity
- Gyrinus paykulli
- Gyrinus substriatus – krętak pływacz
- Gyrinus suffriani
- Gyrinus urinator
- Orectochilus villosus – kręciel

### Flisakowate(Haliplidae)
W Polsce stwierdzono 19 gatunków:
- Brychius elevatus
- Haliplus apicalis
- Haliplus confinis
- Haliplus flavicollis – flisak żółtoszyi
- Haliplus fluviatilis
- Haliplus fulvus
- Haliplus fulvicollis
- Haliplus furcatus
- Haliplus heydeni
- Haliplus immaculatus
- Haliplus laminatus
- Haliplus lineatocollis
- Haliplus lineolatus
- Haliplus obliquus
- Haliplus ruficollis – flisak stawowiec
- Haliplus variegatus
- Haliplus varius
- Haliplus wehnckei
- Peltodytes caesus

### Mokrzelicowate(Paelobiidae)
W Polsce stwierdzono 1 gatunek:
- Hygrobia herrmanni – mokrzelica

### Mokrowinkowate(Noteridae)
W Polsce stwierdzono 2 gatunki
- Noterus clavicornis – mokrowinek stawowy
- Noterus crassicornis – mokrowinek mniejszy

### Pływakowate(Dytiscidae)
W Polsce stwierdzono 143 gatunki:

- Acilius canaliculatus – toniak bruzdkowany
- Acilius sulcatus – toniak żeberkowany
- Agabus affinis
- Agabus biguttatus
- Agabus biguttulus
- Agabus bipustulatus – ruczajnik pospolity
- Agabus clypealis
- Agabus congener
- Agabus conspersus
- Agabus didymus
- Agabus fuscipennis
- Agabus guttatus – ruczajnik źródliskowy
- Agabus labiatus
- Agabus melanarius
- Agabus nebulosus
- Agabus paludosus
- Agabus pseudoclypealis
- Agabus striolatus
- Agabus sturmii
- Agabus uliginosus – ruczajnik gładki
- Agabus undulatus
- Agabus unguicularis
- Bidessus delicatulus
- Bidessus grossepunctatus
- Bidessus minutissimus
- Bidessus unistriatus
- Boreonectes griseostriatus
- Colymbetes fuscus
- Colymbetes paykulli
- Colymbetes striatus
- Cybister lateralimarginalis – topień
- Deronectes latus
- Deronectes platynotus
- Dytiscus circumcinctus – pływak żółtobrzuch
- Dytiscus circumflexus
- Dytiscus dimidiatus
- Dytiscus lapponicus – pływak lapoński
- Dytiscus latissimus – pływak szerokobrzeżek, pływak olbrzym
- Dytiscus marginalis – pływak żółtobrzeżek
- Dytiscus semisulcatus
- Graphoderus austriacus
- Graphoderus bilineatus – kreślinek nizinny
- Graphoderus cinereus
- Graphoderus zonatus
- Graptodytes bilineatus
- Graptodytes granularis
- Graptodytes pictus – smugoń malutki
- Hydaticus aruspex
- Hydaticus continentalis – piętak stawowiec
- Hydaticus grammicus
- Hydaticus seminiger – piętak latawiec
- Hydaticus transversalis – piętak przepasany
- Hydroglyphus geminus
- Hydroglyphus hamulatus
- Hydroporus angustatus
- Hydroporus brevis
- Hydroporus discretus
  - Hydroporus discretus discretus
  - Hydroporus discretus tatricus
- Hydroporus elongatulus
- Hydroporus erythrocephalus
- Hydroporus ferrugineus
- Hydroporus foveolatus
- Hydroporus fuscipennis
- Hydroporus glabriusculus
- Hydroporus gyllenhali
- Hydroporus incognitus
- Hydroporus kraatzii
- Hydroporus longicornis
- Hydroporus marginatus
- Hydroporus melanarius
- Hydroporus memnonius
- Hydroporus morio
- Hydroporus neglectus
- Hydroporus nigellus
- Hydroporus nigrita
- Hydroporus notatus
- Hydroporus obscurus
- Hydroporus palustris – halawnik bagienny
- Hydroporus planus
- Hydroporus pubescens
- Hydroporus rufifrons
- Hydroporus sabaudus
- Hydroporus scalesianus
- Hydroporus striola
- Hydroporus tristis
- Hydroporus umbrosus
- Hydrovatus cuspidatus
- Hygrotus confluens
- Hygrotus decoratus – rojek zdobny
- Hygrotus enneagrammus
- Hygrotus flaviventris
- Hygrotus impressopunctatus
- Hygrotus inequalis
- Hygrotus marklini
- Hygrotus nigrolineatus
- Hygrotus novemlineatus
- Hygrotus parallellogrammus
- Hygrotus polonicus
- Hygrotus versicolor – rojek prążkowany
- Hyphydrus ovatus – pepłoń jajowaty
- Ilybius aenescens
- Ilybius angustior
- Ilybius ater
- Ilybius chalconatus
- Ilybius crassus
- Ilybius erichsoni
- Ilybius fenestratus – grążak mułowy
- Ilybius fuliginosus
- Ilybius guttiger
- Ilybius montanus
- Ilybius neglectus
- Ilybius quadriguttatus
- Ilybius similis
- Ilybius subaeneus
- Ilybius subtilis
- Ilybius wasastjernae
- Laccophilus hyalinus – pogrążyk ćwierkotek
- Laccophilus minutus
- Laccophilus poecilus
- Laccornis oblongus
- Liopterus haemorrhoidalis
- Nebrioporus airumlus
- Nebrioporus canaliculatus
- Nebrioporus depressus
- Nebrioporus elegans
- Nebrioporus griseostriatus
- Oreodytes davisii
- Oreodytes sanmarkii
- Oreodytes septentrionalis
- Platambus maculatus – kryniczek plamisty
- Porhydrus lineatus
- Rhantus bistriatus
- Rhantus consputus
- Rhantus exsoletus – nurek jeziorowy
- Rhantus frontalis
- Rhantus grapii
- Rhantus incognitus
- Rhantus latitans
- Rhantus notaticollis
- Rhantus suturalis – nurek kwaśnowodziak
- Rhantus suturellus
- Scarodytes halensis
- Stictotarsus duodecimpustulatus
- Suphrodytes dorsalis